# Kittiphong Pluemjai
Kittiphong Pluemjai (sinh ngày 29 tháng 3 năm 1993) là một cầu thủ bóng đá người Thái Lan-Na Uy thi đấu ở vị trí tiền đạo cho Angthong.
Anh thi đấu bóng đá trẻ cho SK Brann, nhưng chưa bao giờ được vào đội tuyển, và ra đi theo dạng cho mượn đến Nest-Sotra. Anh thử vận may ở Thái Lan với Buriram United ở Giải bóng đá Ngoại hạng Thái Lan và Giải vô địch bóng đá các câu lạc bộ châu Á. Anh gia nhập Buriram United vào tháng 12 năm 2013, thử việc tại câu lạc bộ trong thời gian nghỉ ở Thái Lan.
Anh tập luyện với đội tuyển quốc gia Thái Lan vào tháng 11 năm 2011.
Pluemjai sau đó thi đấu cho các câu lạc bộ, trong đó có Phrae United của Regional League Division 2. Năm 2016, anh trở lại Na Uy và Nest-Sotra.